# (3671) Dionysos
Pour les articles homonymes, voir Dionysos.
(3671) Dionysos est un petit astéroïde Amor découvert par Carolyn et Gene Shoemaker le 27 mai 1984 à l'observatoire Palomar. Il est nommé d'après Dionysos, le dieu grec du vin. Sa désignation provisoire était 1984 KD.
Dionysos est un astéroïde de type B et mesure environ 1,5 km de diamètre.

## Satellite
En 1997, une équipe d'astronomes de l'Observatoire européen austral annonça que des observations de sa courbe de lumière révélaient la présence d'une petite lune orbitant Dionysos. Cette lune mesure 300 mètres de diamètre et orbite à 3,6 km de Dionysos. Elle a reçu la désignation provisoire S/1997 (3671) 1.